# Rowan Gillespie

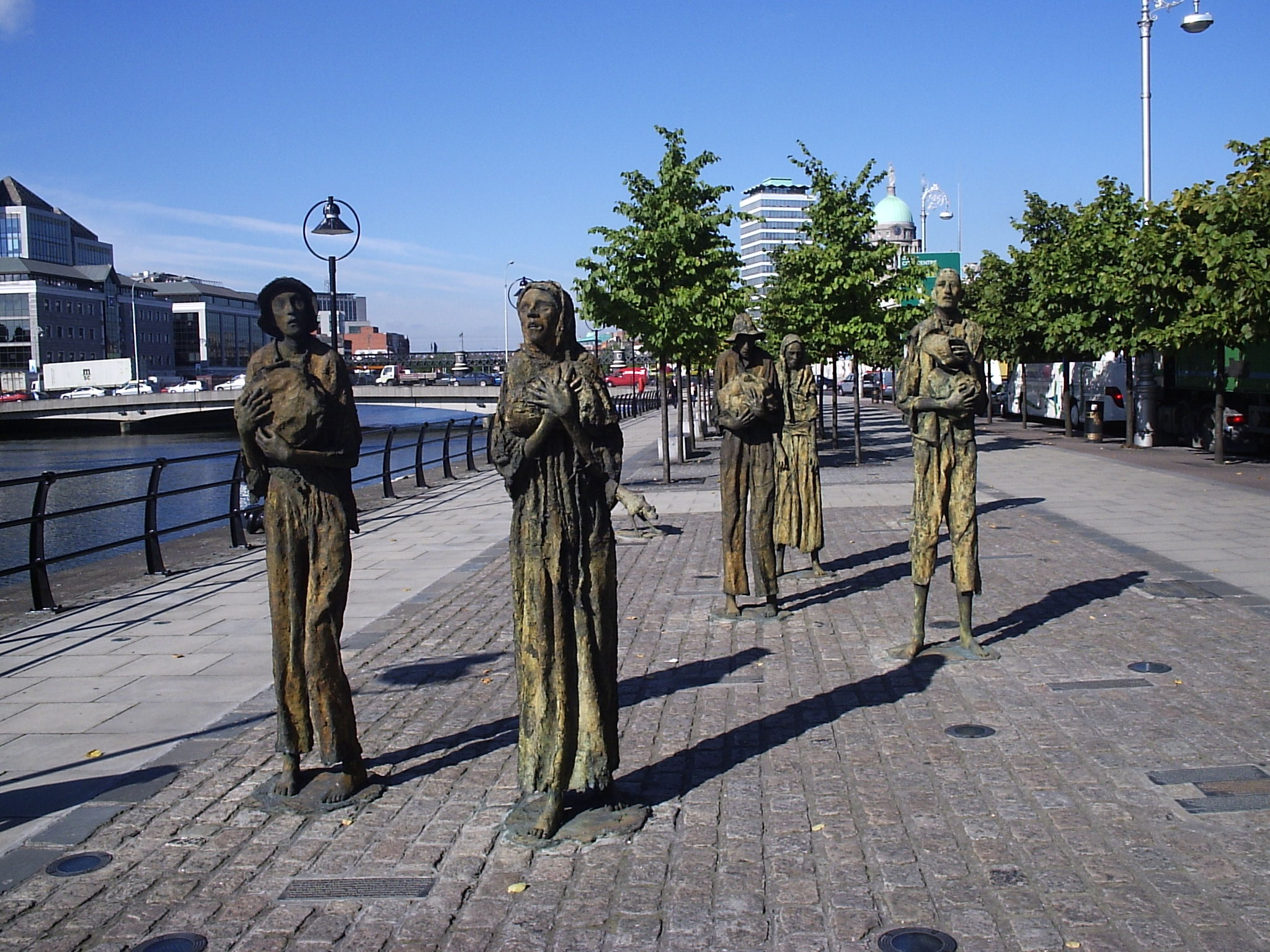
Famine (1997) in Dublin

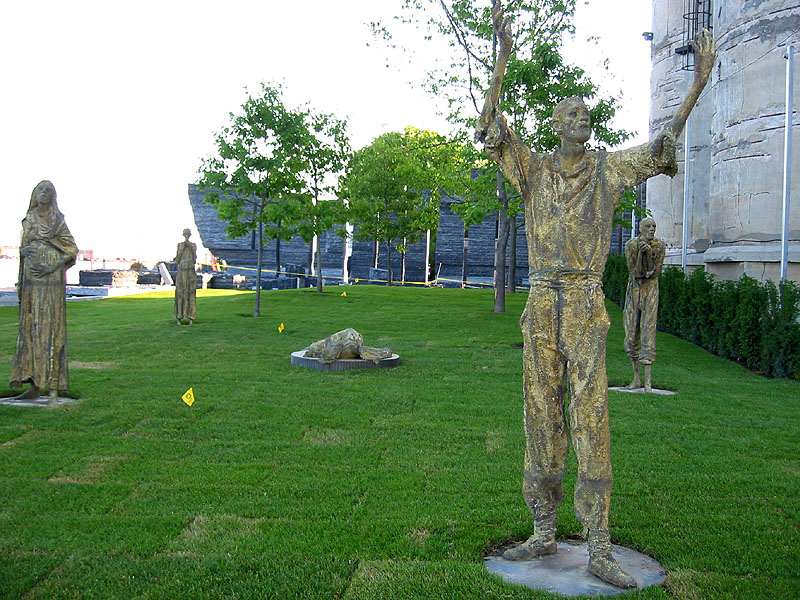
Migrants (2006) in Toronto

Rowan Fergus Meredith Gillespie (Dublin, 1953) is een Ierse beeldhouwer.

## Leven en werk
Gillespie werd geboren in de buitenwijk Blackrock van de Ierse hoofdstad Dublin. Hij groeide op in Cyprus en werd in 1962 naar een kostschool in Engeland gestuurd. Van 1969 tot 1970 bezocht hij de York School of Art en van 1970 tot 1973 studeerde hij aan het College of Art van de Universiteit van Kingston in Kingston upon Thames. Aansluitend studeerde hij aan de Kunst og Handverk Skole in de Noorse hoofdstad Oslo. Hij assisteerde gedurende drie jaar in het Munch-museet in Oslo. In 1977 keerde hij terug naar Ierland en vestigde zich als kunstenaar.
Gillespie werkt volgens de cire perdu-methode in een eigen bronsgieterij in Clonlea (Blackrock). Zijn werk wordt beïnvloed door de Engelse beeldhouwer Henry Moore en de Noorse schilder Edvard Munch. Gillespie is vooral bekend geworden door zijn beeldengroepen Famine op de Custom House Quay in Dublin en Migrants in het Ireland Park in Toronto, Cycle of Life in Denver, Colorado en Proclamation in Dublin. Hij kreeg in 2007 een eredoctoraat van de Regis-universiteit in Denver.

## Werken (selectie)
- 1987: Blackrock Dolmen in Blackrock
- 1989: Cashel Dancers in Cashel
- 1990: W.B. Yeats in Sligo en The Kiss in Dublin
- 1991: Cycle of Life in Denver (Colorado)
- 1992: The Singer in Limerick
- 1995: Enigma in Rosslare, County Wexford en Aspiration in Dublin
- 1996: Pater and Ned , Sandyford Village in Dublin en Solomon's Law, politiebureau regio Brabant-Noord in 's-Hertogenbosch
- 1997: Birdy en Famine in Dublin
- 1998: Ambition in Rotterdam
- 2001 : Looking at the Sea in Malahide, Looking at the Moon in Gouda, The Dutch Dolmen in Boxmeer en Ripples of Ulysses in Denver (Colorado)
- 2002: Men of Iron in Colorado en Christ, Kylemore (Dublin)
- 2005: Hopkins in Denver (Colorado) en Looking for Orion in Vaduz (Liechtenstein)
- 2006: Migrants in Toronto (Canada)
- 2007: Proclamation, Kilmainham in Dublin
- 2009: L'Eta della donne in Treviso (Italië)

## Fotogalerij

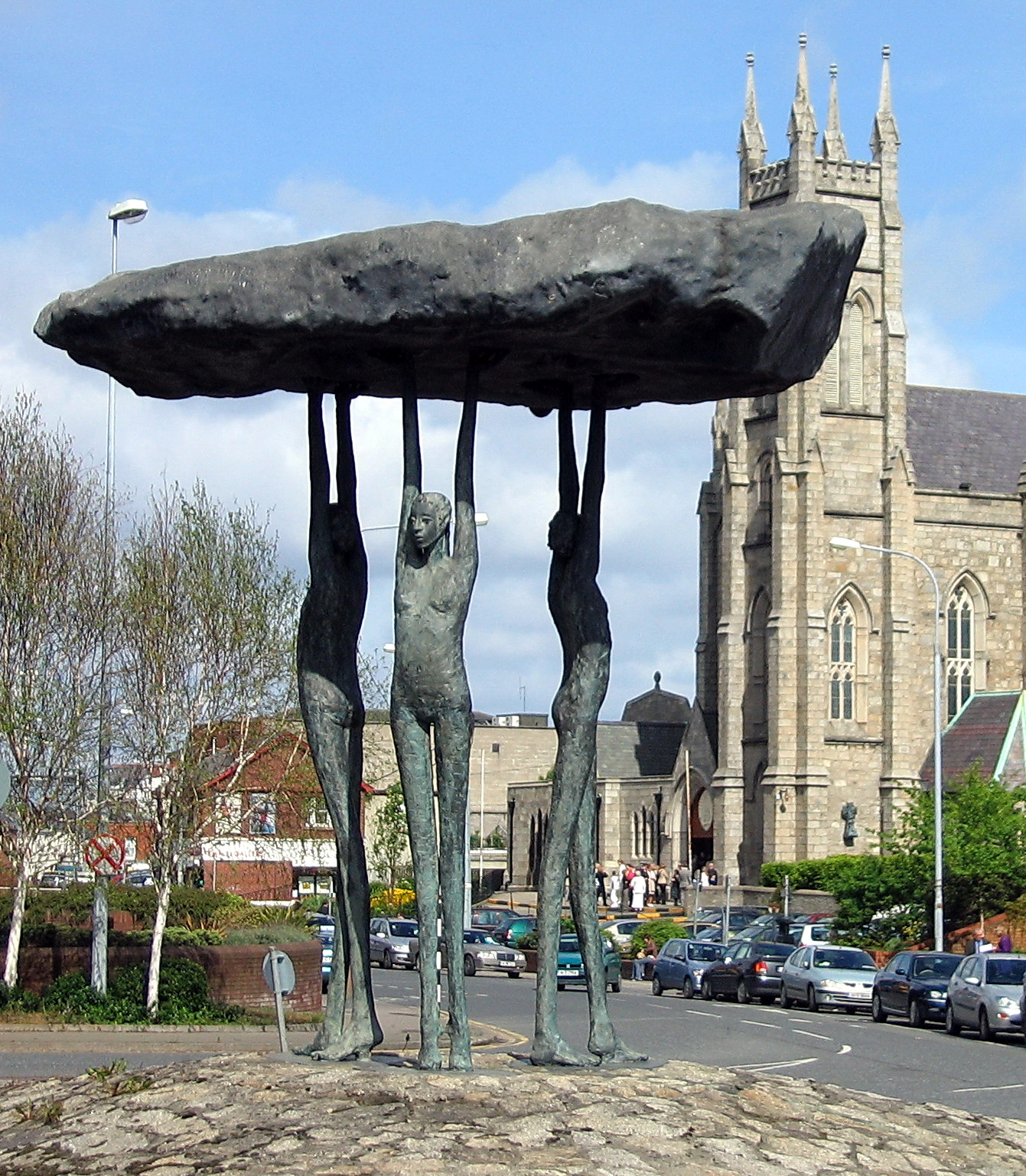
Blackrock Dolmen
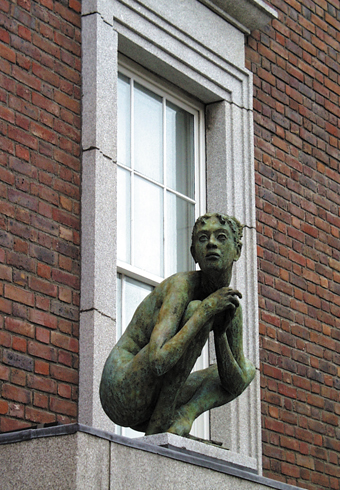
Birdy
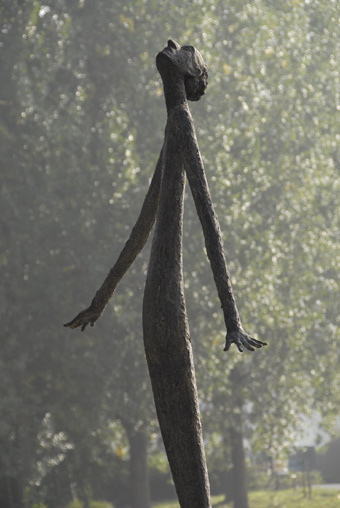
Looking at the Moon
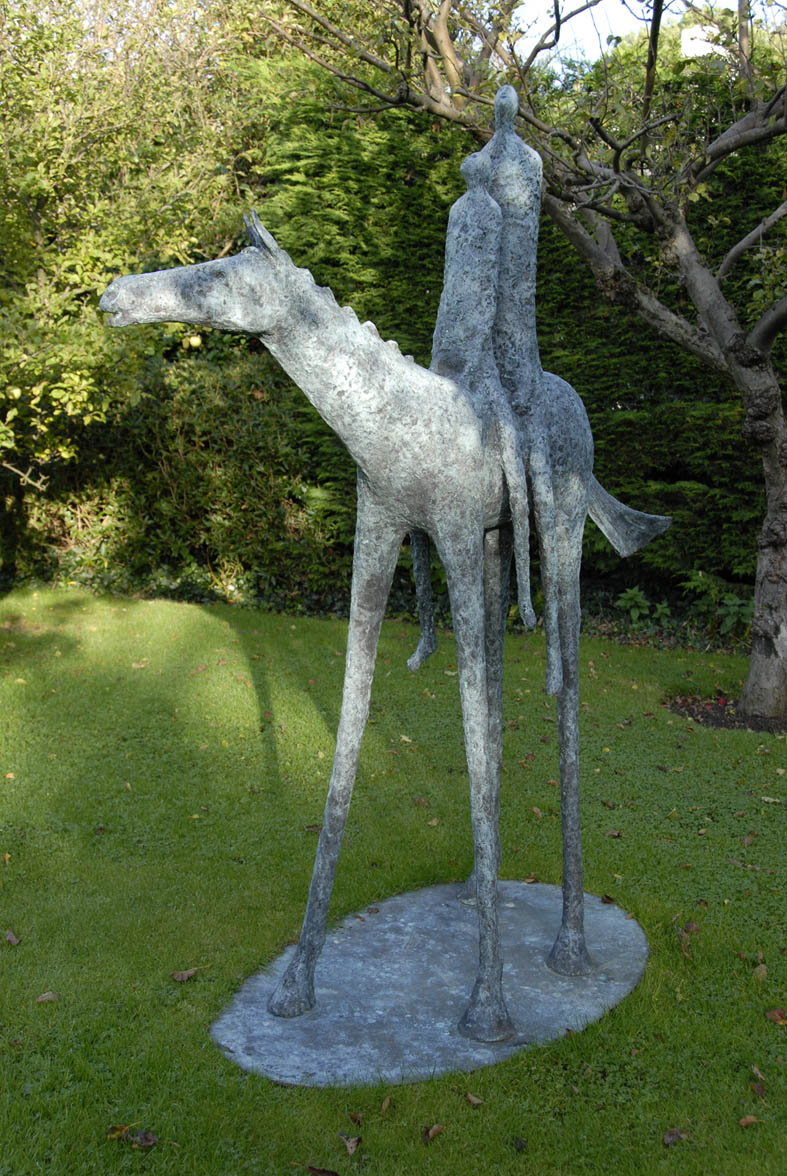
Looking for Orion
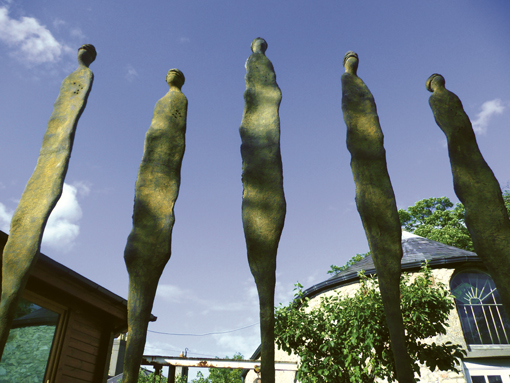
Proclamation